# Juan Antonio Medina Lloro
Juan Antonio Medina Lloro (Huesca, marzo de 1971), más conocido como Juan Medina, es un compositor y músico español. Es doctor en Ciencias de la comunicación por la IE Universidad y profesor en el Real Conservatorio Superior de Música de Madrid.

## Biografía
Inició sus estudios musicales en los conservatorios de Teruel y Zaragoza. Más tarde, se trasladó a Madrid para terminar la carrera de composición y electroacústica musical con Antón García Abril y Zulema de la Cruz y obtuvo las máximas calificaciones y el Premio Fin de Carrera. 
Ha realizado cursos de composición con Agustí Charles, Joan Guinjoan, Ramón Barce, Albert Sardà, José Ramón Encinar, Josep Soler i Sardà, Cristóbal Halffter y Leonardo Balada. En 1999 consiguió una beca del Ministerio de Asustos Exteriores como compositor residente para la Academia de España en Roma. En la actualidad es profesor de Informática musical en el Real Conservatorio Superior de Música de Madrid.

## Reconocimientos y premios
Ha sido premiado en los siguientes concursos de composición:
- Premio Flora Prieto (Madrid, 1998)[1][2]
- Premio Fundación Jacinto e Inocencio Guerrero (Madrid, 1999)[1][2]
- Premio Joaquín Turina (Sevilla, 1999)[1][2]
- Premio Maestro Villa de Composición Musical para Orquesta "Joaquín Rodrigo" (Madrid, 2002)[1][2]
- Premio Ojo Crítico de Música Clásica 2003 de Radio Nacional de España (Madrid, 2003)[2][4][5]

En 2009 recibió la Insignia de Oro de la Fundación Miguel Ángel Colmenero por su trayectoria compositiva. En 2013 el musicólogo Carlos Rodríguez Hervás realizó un trabajo de investigación sobre el compositor en el RCSMM titulado «Juan Medina: aproximación a su vida y obra. Método y técnicas compositivas. Análisis de las obras: Órbita de la i, Tardes de Almazara y Sinfonía Edelweiss». En 2015 se le dedicó la 16.ª edición del Concurso Internacional de Piano Compositores de España y recibió el incentivo a la creación musical de la Sociedad General de Autores y Editores a propuesta de la Orquesta y Coro de la Comunidad de Madrid.

## Obra
En su catálogo se encuentran obras para instrumento a solo, cámara, conciertos, orquesta sinfónica, obras vocales, escénicas y obras electroacústicas. Sus obras se han interpretado en festivales o giras de conciertos en países como Italia, Israel, Moldavia, México, Puerto Rico, Venezuela o Estados Unidos. Ha recibido encargos del Instituto Nacional de las Artes Escénicas y de la Música (INAEM), del Centro para la Difusión de la Música Contemporánea (ahora CNDM), de la Fundación Autor, de la Orquesta de Córdoba, de la Orquesta y Coro de la Comunidad de Madrid, de la Fundación Canal de Isabel II, del Grupo ECCA, de la Academia de España en Roma y de la Diputación de Jaén.
La práctica totalidad de sus obras han sido grabadas por Radio Nacional de España, Radio Clásica, aunque también se han grabado para sellos discográficos como Naxos, Sello Autor, Columna Música, Fundació de Música Contemporània de Barcelona o Serie Clásica de Sevilla.

## Selección de composiciones
- Órbilta de la i (cinta digital, 1998)
- Matutinum (cuarteto de saxofones, piano y percusión, 1999)
- Movimiento Sinfónico 1866 (orquesta sinfónica, 1999)
- El cuarteto del agua (cuarteto de cuerda, 2003)
- Troix Pour Deux (saxo contralto y piano, 2003)
- Tres Colores Extravagantes (piano, 2003)
- Sinfonía nº1 Edelweiss (orquesta sinfónica, 2007)